# وايت كراس (كورنوال)
وايت كراس (بالإنجليزية: White Cross, Cornwall)‏ هي قرية تقع في المملكة المتحدة في كورنوال.